# Byggprocess

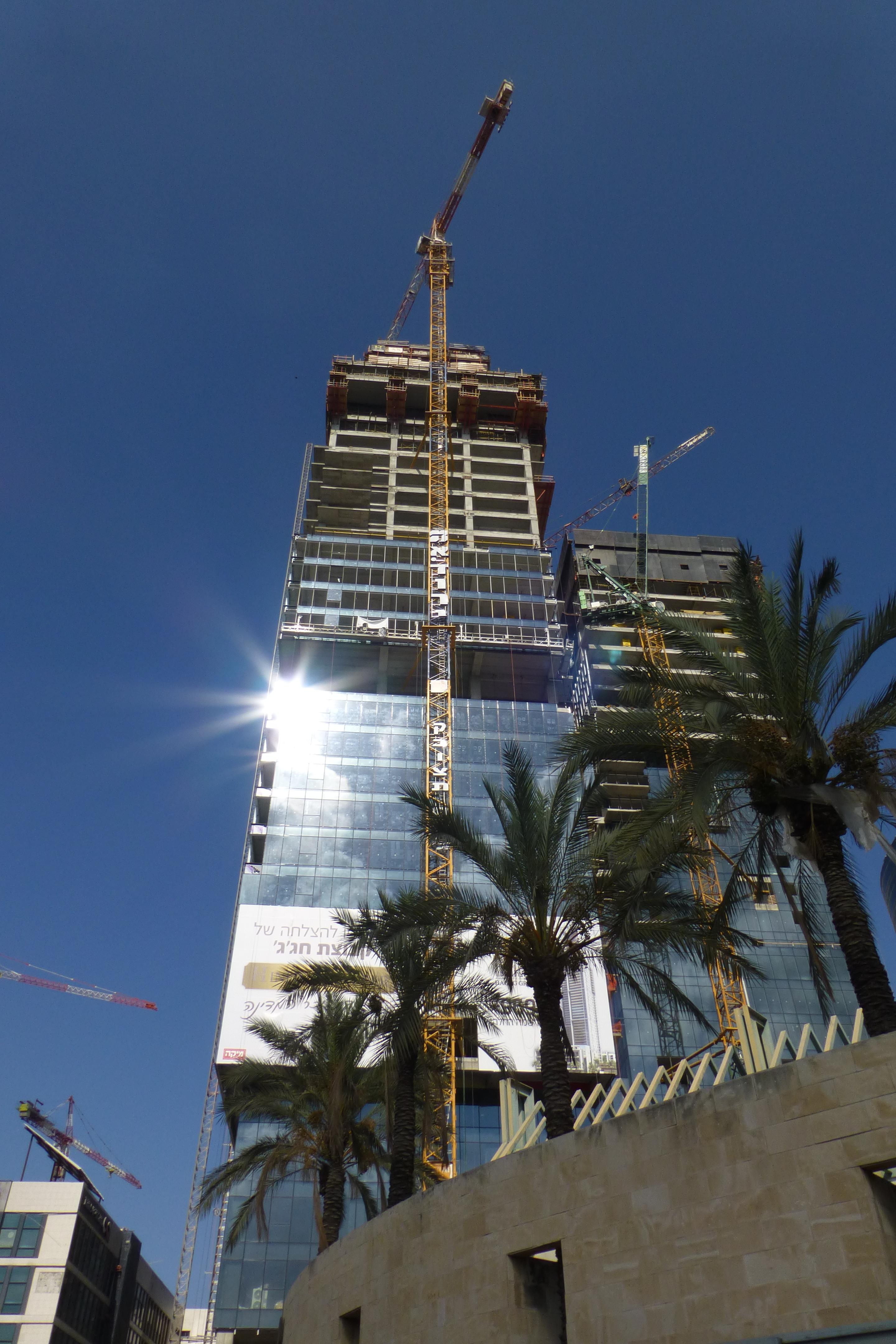
Byggprocess

Byggprocessen är en del i en byggnads eller anläggnings livscykel och omfattar produktbestämning (bestående av programskrivning och projektering) samt produktframställning, dvs själva byggandet. Byggprocessen föregås av en Utredningsprocess, som innebär att tillvarata erfarenheter och användarnas och förvaltarnas krav och behov och en utvärdering av detta inför produktbestämningen. Byggprocessen levererar de färdiga produktionsresultaten till den påföljande Förvaltningsprocessen. Byggprocessen kan innebära antingen en nybyggnad eller renovering/ombyggnad/tillbyggnad (ROT), och kan alltså inträffa ett antal gånger under byggnadens eller anläggningens livscykel.